# Sereď
Sereď (maďarsky Szered) je slovenské město v Trnavském kraji, asi patnáct kilometrů jihovýchodně od Trnavy, na pravém břehu řeky Váh. Žije v něm přibližně 16 tisíc obyvatel.

## Historie
První písemná zmínka o městě pochází z roku 1313 a nachází se v listině o příjmech z církevních desátků.
V roce 1847 byla do města přivedena koněspřežná železnice z Trnavy. Dne 1. září 1876 byl zahájen provoz na trati Trnava–Sereď s parní trakcí. Dne 1. listopadu 1883 byl zahájen provoz na trati Galanta–Sereď a 20. července 1885 na trati Sereď–Leopoldov.
Ve městě byl za druhé světové války zřízen koncentrační tábor pro Židy. V roce 2016 bylo v objektu bývalého tábora otevřeno Muzeum holokaustu.

## Přírodní poměry
Městský park je chráněn jako chráněný areál Seredský park.

## Městské části
- Dolný Čepeň
- Stredný Čepeň
- Horný Čepeň

## Pamětihodnosti
- Židovský pracovní tábor
- Židovské kúpele
- Mariánský sloup
- Ružičkův dům (čp. 22)
- Pivovar
- Kostel svatého Jana Křtitele
- Zámek s parkem
- Sloup Nejsvětější Trojice

## Osobnosti
- Anton Hrušecký (1942–2019), slovenský fotbalista a trenér
- Dušan Kabát (1944–2022), slovenský fotbalista a trenér
- Michel Navratil (1880–1912), jediný cestující na Titanicu původem ze Slovenska
- Max Weiss (1857–1927), rakouský šachový mistr

## Partnerská města
- Alblasserdam, Nizozemsko
- Leopoldsdorf im Marchfelde, Rakousko
- Tišnov, Česko

## Galerie

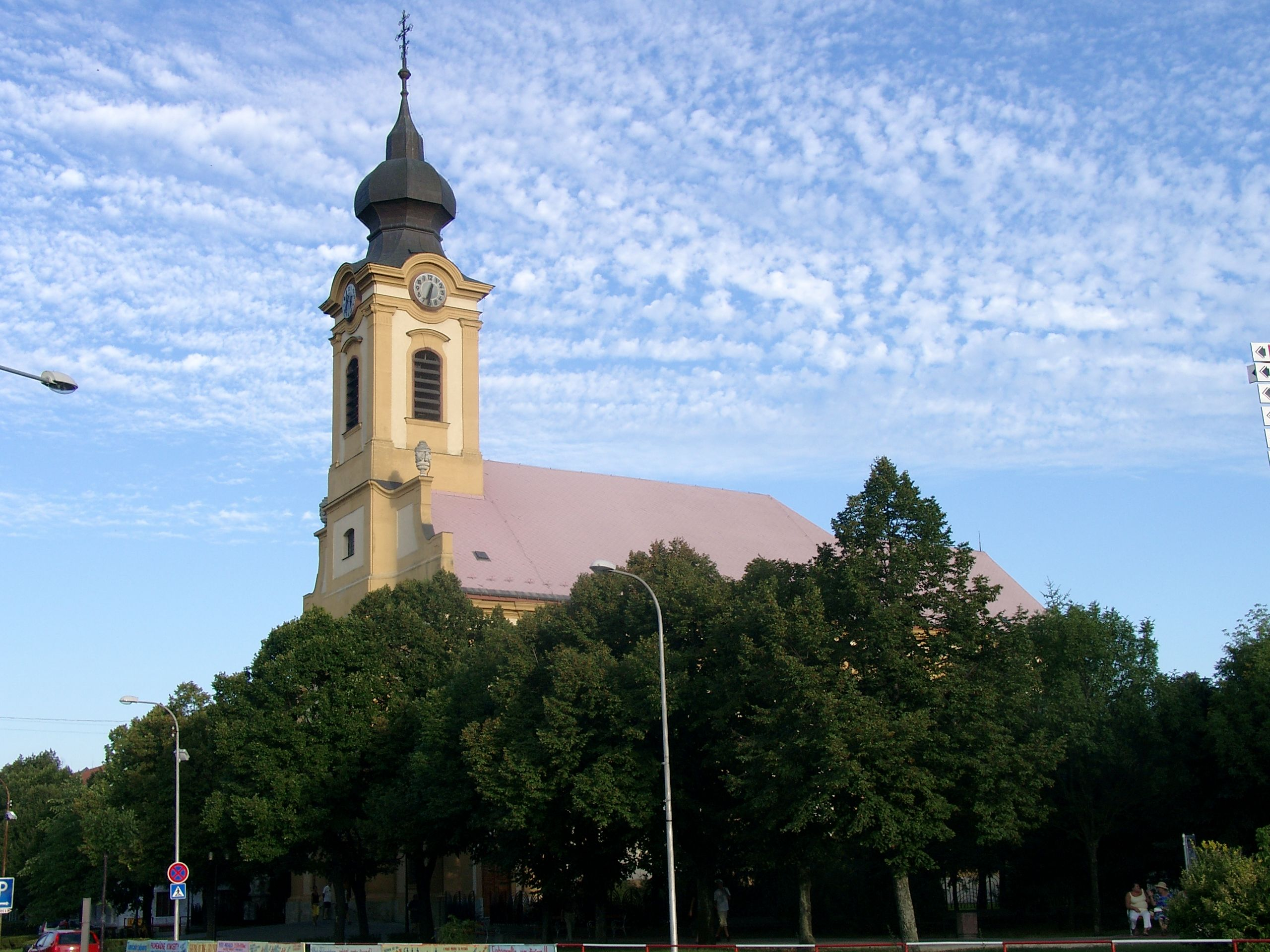
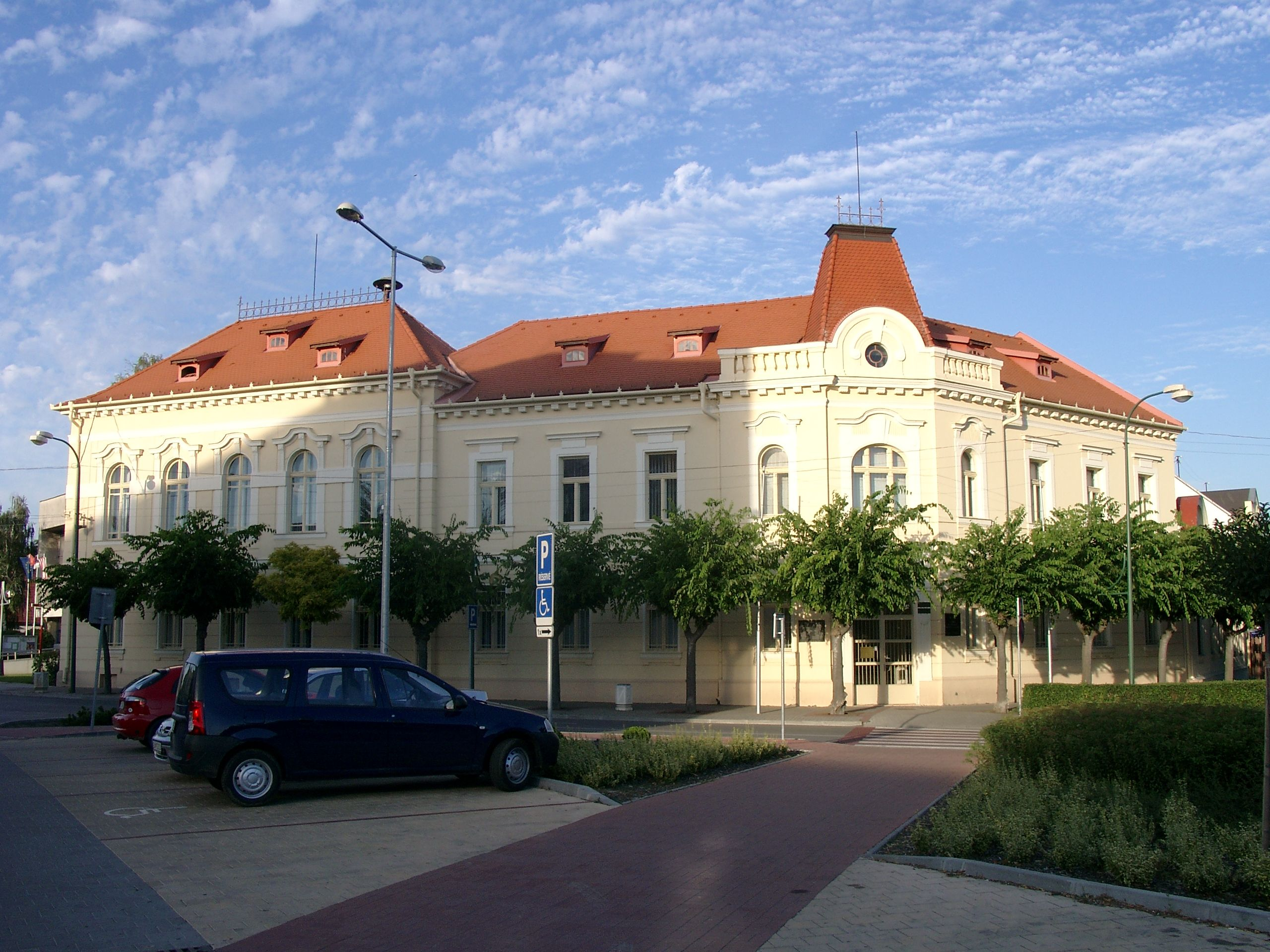
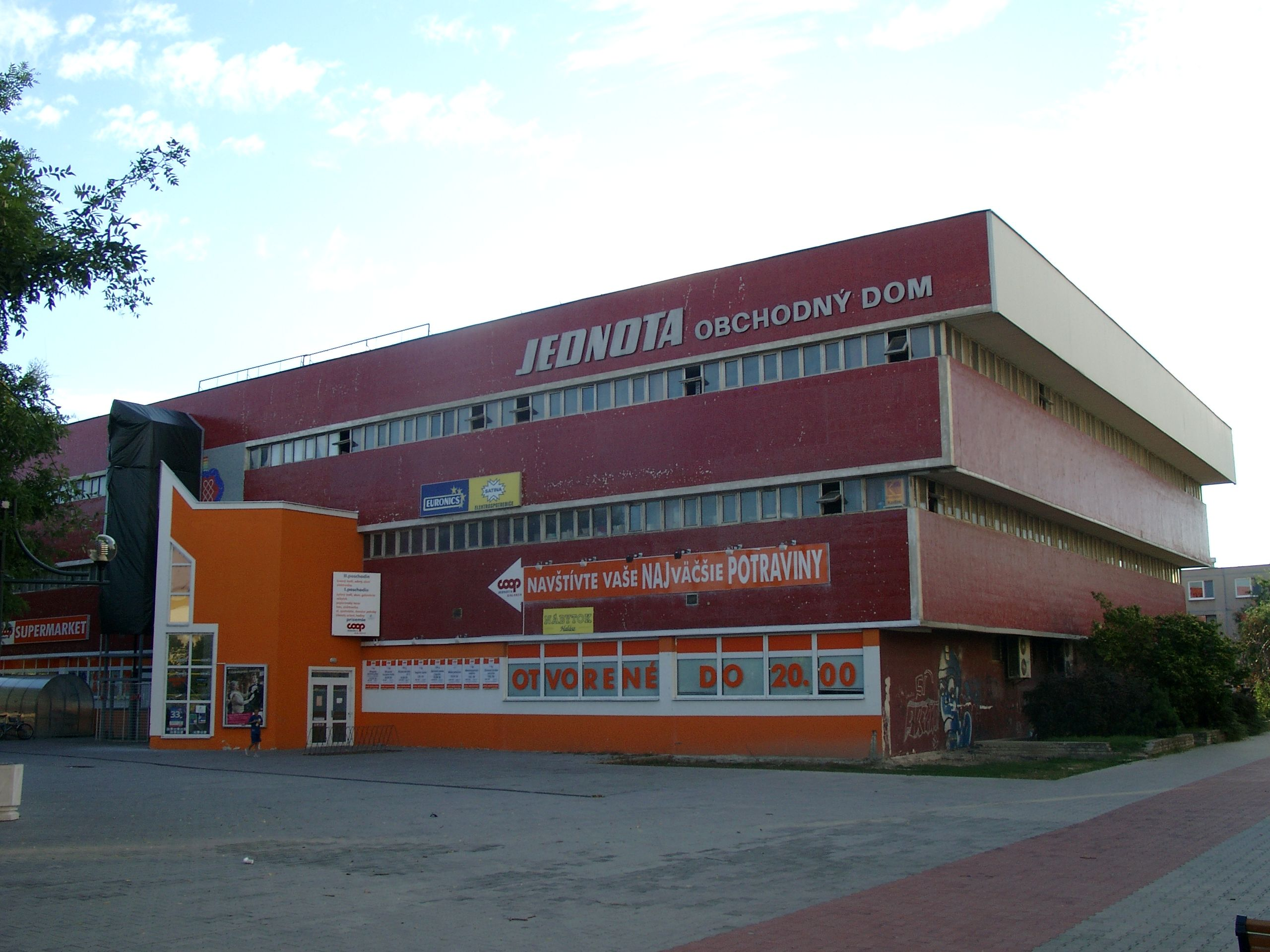
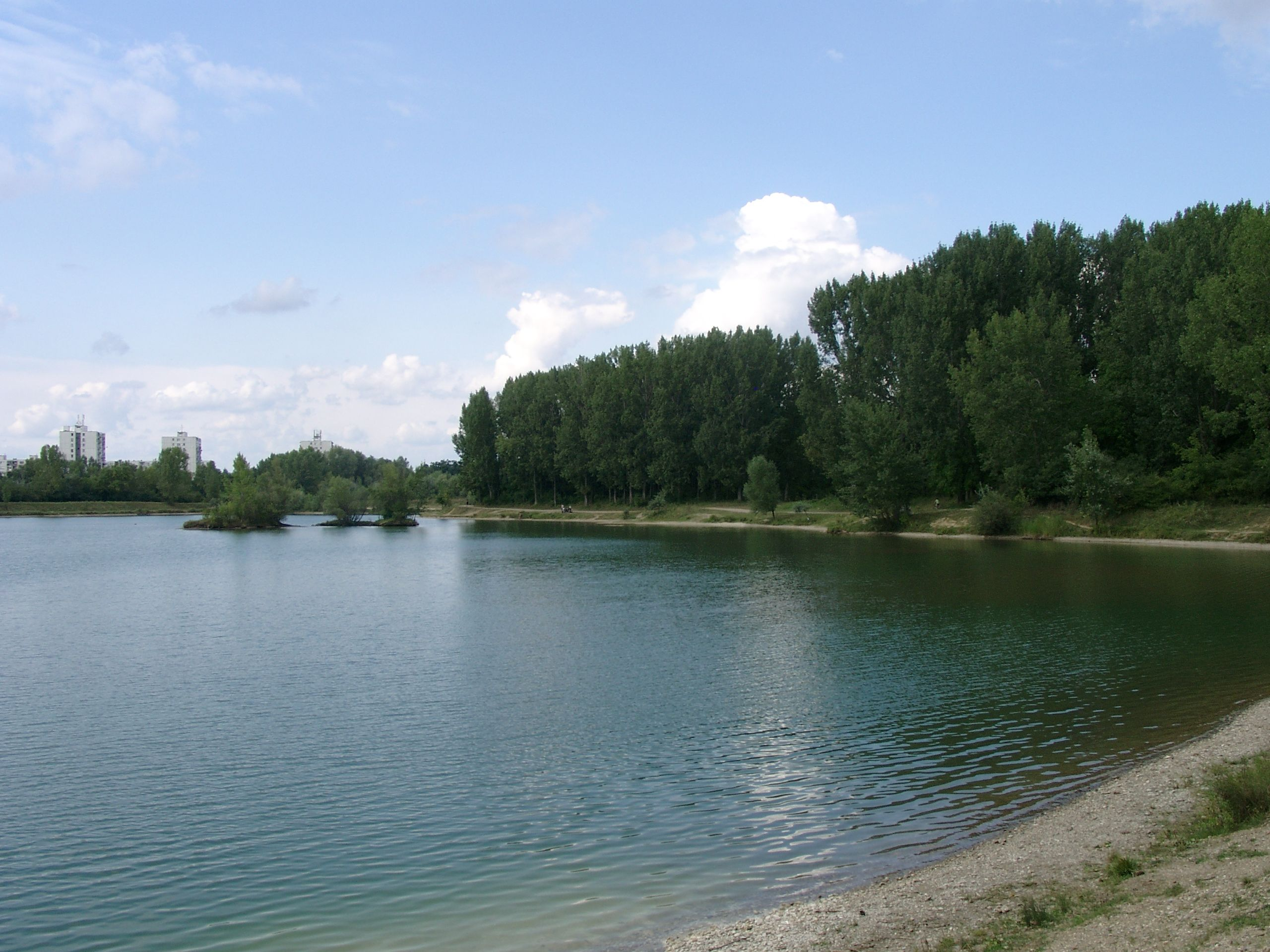

## Sport
- ŠKF Sereď – fotbalový klub
- Hokejbal – HBK Seredskí Barani